# Gornje Novo Selo
Gornje Novo Selo (Servisch cyrillisch Горње Ново Село) is een plaats in de Servische gemeente Bujanovac. De plaats telt 437 inwoners (2002).